# Acanthocyclops smithae
Acanthocyclops smithae är en kräftdjursart som beskrevs av Reid och Suárez-Morales 1999. Acanthocyclops smithae ingår i släktet Acanthocyclops och familjen Cyclopidae. Inga underarter finns listade i Catalogue of Life.